# 6558 Norizuki
A 6558 Norizuki (ideiglenes jelöléssel 1991 GZ) a Naprendszer kisbolygóövében található aszteroida. Kin Endate és Vatanabe Kazuró fedezte fel 1991. április 14-én.